# Бор (Лодєйнопольський район, на річці Ояті)
Бор (рос. Бор) — присілок у Лодєйнопольському районі Ленінградської області Російської Федерації.
Населення становить 2 особи. Належить до муніципального утворення Альоховщинське сільське поселення.

## Історія
Згідно із законом від 20 вересня 2004 року № 63-оз належить до муніципального утворення Альоховщинське сільське поселення.

## Населення
| 1879 | 1905 | 1997 | 2007 | 2010 | 2014 | 2015 |
| ---- | ---- | ---- | ---- | ---- | ---- | ---- |
| 72   | ↗125 | ↘8   | →8   | ↘4   | ↘3   | ↘2   |
| 2016 |      |      |      |      |      |      |
| →2   |      |      |      |      |      |      |